# سنغ سياه (مقاطعة دلفان)
سنغ سياه (بالفارسية: سنگ سیاه) هي قرية تقع في قسم كاكاوند الشرقي الريفي (مقاطعة دلفان) في إيران.